# بیکر، شهرستان کرن، کالیفرنیا
بیکر (به انگلیسی: Baker) یک منطقهٔ مسکونی در ایالات متحده آمریکا است که در شهرستان کرن، کالیفرنیا واقع شده‌است. بیکر ۷۶۳ متر بالاتر از سطح دریا واقع شده‌است.